# インドネシアの地熱発電

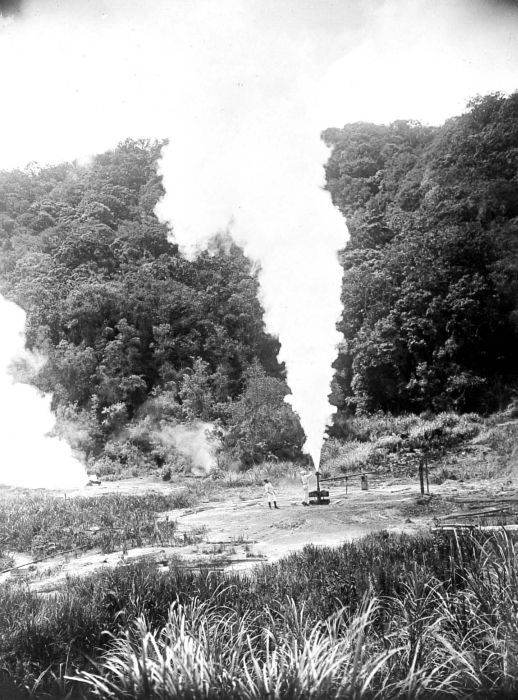
1926年、インドネシアで地熱貯留層の試掘に初めて成功したカモジャンのボーリング坑。

インドネシアの地熱発電（インドネシアのちねつはつでん）では、インドネシアの再生可能エネルギー源の中で比重を増しつつある地熱発電の事情について述べる。火山地帯に位置するインドネシアには、地球全体の潜在的な地熱エネルギーの40%に上る28,000メガワット（MW）が存在すると見積もられている。この資源量はアメリカに次いで世界第2位である。
現在インドネシアは地熱発電で世界第3位であり、アメリカおよびフィリピンの後を追っている。2011年時点の設備容量は約1,200 MW、導入地域はジャワ島やスマトラ島、スラウェシ島にある計6か所の地熱地域である。2007年にはインドネシアの総エネルギー供給の1.9%、電力の3.7%を地熱エネルギーが占めていた。
バリ島で開催された2010年世界地熱会議において、インドネシアのユドヨノ大統領は2014年までに44カ所の地熱プラントを新設して設備容量を3倍以上の4,000 MWにまで増やし、さらに2025年には世界の首位となる9,000 MW超を実現する目標を立てた。この値はインドネシアの全エネルギー需要の5%になる。
その後、2015年にアジア開発銀行と世界銀行から「インドネシアにおける地熱利用の将来」(Unlocking Indonesia's Geothermal Potential) と題する詳細なリポートが発行され、地熱部門の成長を継続するには関連領域の政策を改正する必要があると示唆された。

## 歴史
火山からエネルギーを取得する計画が最初に立てられたのはオランダ領時代の1918年だった。1926年にはジャワ島カモジャン地熱地域の5か所でボーリング試掘が行われ、そのうち3か所目が成功した。1980年代の初めに至っても、そのボーリング坑の深さ66メートルからは温度140 ℃、圧力3.5 - 4.0バールの過熱蒸気が放出されていた。1972年に地熱発電のための予備的なフィジビリティスタディがジオサーマル・エナジー・ニュージーランド社によって始められた。1983年にはスハルト大統領の出席のもとで第1号発電機の落成式が行われ、その後1987年に施設の拡張が行われた。現在の容量は140 MWである。
1980年代の半ばから、地熱発電事業で世界最大のシェブロン社が西ジャワ州のサラクおよびダラジャットにある地熱地域で発電所を運営するようになった。容量は合計365 MWであった。1989年から1997年まで北スマトラ州{シバヤク山の地熱地域で地熱探査が行われ、その後12 MW規模のプラントが建設され運転を開始した。
1991年、地熱エネルギーの利用を促進することを目的とする非政府組織、インドネシア地熱協会が設立された。地熱専門家や企業、出資者からなる約500のメンバーで構成されていた。英国スター・エナジー社が所有する西ジャワ州のワヤン・ウィンド地熱発電所は2000年に運転を開始した。現在2号機までが建設されており、総容量は227 MWである。さらに127 MWの出力を持つ3号機の建設が計画されており、2014年の半ばから稼働を予定している。

## 探査と開発
バリ島ブドゥグル地区の地熱地域は1974年から探査が始まり、発電容量175 MWが得られると試算されていたが、地元住民の反対にあって2008年に計画が中断した。
バリ島で開かれた2010年世界地熱会議では、いくつかの企業が地熱地域の開発と発電所建設権を授与された。ゴールデンスパイク・インドネシア社はウンガラン山に発電所を建設する入札を勝ち取り、ソコリア・ジオサーマル・インドネシア社はフローレス島のエンデに発電所を建設する権利を取得し、スープリーム・エナジー社はランプン州のラージャバサ山および西スマトラ州のソロク市における発電所事業者に選定された。これらのプロジェクトに必要な総投資額は16.8億USドルと見積もられた。
2010年時点で、インドネシアでは全国265カ所にもわたる地熱発電所の建設計画があった。しかし、地熱産業を発展させるにあたって広範囲にわたる複雑な政策課題が生起し、議論を呼び続けてきた。一例として、インドネシア政府は2011年半ばに多くの期待に応えて、地熱分野の投資拡大を促すため投資家に対して一定の保証を行うことを法制化した。ところが投資家の反応は鈍く、この法規が要点を捉えていないことが示唆された。
2013年末、プルタミナ・ジオサーマル・エナジー（石油・ガス関連の国有企業プルタミナの地熱事業部門）は総容量655 MWに上る8カ所の地熱プラントを新設する計画を発表した。必要な新規投資は20億ドルと見込まれた。計画地の一部は以下のとおりである。
- 110 MW、ランプン州ウルブル
- 110 MW、南スマトラ州ルムット・バライ
- 40 MW、北スラウェシ州ラヘンドン
- 30 MW、西ジャワ州カラハ

- 35 MW、西ジャワ州カモジャン
- 110 MW、ブンクル州フルライス
- 110 MW、ジャンビ州スンガイペヌ

このうちいくつかは世界銀行および日本の国際協力機構から融資を受けている。
さらに、北スマトラ州に容量320 MWのサルーラ地熱プラントが建設され始めた。計画は1990年代の初めから存在していたが、様々な問題のために開発が停滞していたものである。建設コストは16.5億ドルと見込まれ、アジア開発銀行ならびに日本の国際協力銀行などから金融支援を受ける予定である。

## 設備容量
21世紀のための自然エネルギー政策ネットワークが発行した『自然エネルギー世界白書2016』によれば、2015年時点でインドネシアは地熱発電の設備容量1.4 GWを有し、世界第3位である。首位と第2位はそれぞれアメリカ合衆国 (3.6 GW) およびフィリピン (1.9 GW) である。インドネシアに次ぐのはメキシコ (1.1 GW) 、ニュージーランド (1.0 GW) 、イタリア (0.9 GW) 、アイスランド (0.7 GW) 、トルコ (0.6 GW) である。

## 近年の動向
近年、インドネシア政府は発電ネットワークの総容量を2期にわたって10,000 MWずつ上昇させる「ファスト・トラック・プログラム」を打ち出した。2010年に定められた第2次10,000 MWファスト・トラック・プランでは、計画段階で3,970 MWという相当な割合を地熱発電プラントが占めていた。しかし、同プログラムの第1次期間中には地熱部門への投資は期待に達しなかったと見られている。
- 2011年9月　国営電力企業ペルサハーン・リストリク・ネガラ (PLN, en) によれば、2014年に地熱プラントから得られる発電量は1,200 MWに過ぎない見通しだった。PLNの取締役社長ダーラン・イスカン（en）は多くの地熱プラントの建設が遅れていると述べ、民間投資家の間で知覚リスクが高く、投資が控えられていることを理由とした[19]。

- 2012年7月　PLN幹部が明らかにしたところでは、13か所もの地熱発電プラントがいまだ探査段階に留まっており、建設期日を超過する見込みだった。問題として挙げられたのは、試掘の結果が否定的だったことや、道路に代表されるインフラが整備されていないこと、企業が林業省や地方政府から活動許可を得るのが難しいことなどだった[20]。

- 2013年6月　第1回インドネシア国際地熱会議[† 5]が開催され、地熱部門の開発がなかなか進まないことに対して多くの発言が寄せられた。インドネシアのエネルギー・鉱物資源大臣は、地熱発電事業者が売り渡す電力の価格を引き上げることで地熱部門を活性化させる意向を示した。ブディオノ副大統領は同会議で講演を行い、開発を促進するために政策の変化が必要だとした[21]。

スマトラ島南部のランプン州ラージャバサ山地区における大規模な地熱プロジェクト（220 MW規模）が地元の抗議活動によって中止に追い込まれた。ラジャバサの住民はプロジェクト開発によって現地の社会構造が破壊されると主張した。ズルキフリ・ハッサン林業大臣は地域住民の側に立ち、開発事業者スープリーム・エナジー社に対してプロジェクトの安全性を地域に約束するよう求めた。インドネシア地熱協会会長はこれを受けて、政府首脳が投資家への責任を果たすことに「及び腰」なのであれば、いっそすべての地熱プロジェクトを取り下げるべきだと発言した。
- 2014年8月　インドネシア国民協議会はこの部門の開発を促進することを狙って新しい地熱法を承認した。新法の要点は概略以下のとおりである[23][24]。

1. 地熱開発が地下資源採掘活動の一種と規定されていたのが改められ、森林保全区域においても地熱資源の開発を行うことが可能になった。現行の林業法のもとでは、保護林中での採掘活動は禁止されていた。
2. 地熱開発の権限を中央に集約するため、事業者に対する入札を地方政府ではなく中央政府が実施するように定められた。
3. 新規地熱プロジェクトに対しては、新たに制定された事業者に有利な価格制度が適用される。
4. 地熱資源から得られる収入の一部が地方政府に配分されるようになった。
5. 次のような広範な事項に関して詳細にわたる規定が定められた。地熱開発用地の調査・探査、入札手順、施設用地の大きさ、価格や行政処分の決定についての取り決め、地熱発電の許可事業者が負う義務など。

## 政策課題
インドネシアにおける地熱部門の発展は広範な要因によって阻害されていると見られる。例として、土地所有に関する法をはじめとする規制環境が不透明であることや、地熱開発に対する知覚リスクが高いことが挙げられる。政府の計画では地熱部門の発展は民間投資に頼る部分が大きい。しかし多くのリポートによると、様々なリスク要因が民間投資家にとって懸念材料となっており、技術的（地質学的）なリスク、政府の政策が不透明であることによる規制面のリスク、政府の価格政策に基づく金融リスクなどが挙げられる。これらのリスクを誰が負うかについて政府の見解は一致していない。電力部門の政策立案者は、投資に関する政府目標を達成するため、財務省の管轄する国家予算を投じることで政府がリスクの一端なりとも負うべきだと考える傾向がある。財務省側の公式方針はこれまで消極的であり、不特定のリスクを国費で保証するという案を受け入れずに来た。
民間投資家がこのようなリスクを懸念しているというリポートを受けて、地熱部門に投資した独立系発電事業者に対して国有電力企業PLNが金融上の債務を負うことを保証する条例が2011年の半ばに公布された。しかし民間投資家の代表者は即座に条例を批判し、限定的な措置に過ぎず、重要な懸念を晴らせていないと主張した。

### 価格政策
このほかに重要な政策課題とみなされてきたのは価格政策である。インドネシア政府は民間からの投資を促すため、地熱事業による電力をキロワット時（kWh）あたり0.065 - 0.12ドルの価格で買い取るようPLNに義務付ける固定価格買取制度を導入してきた。政府は第2次ファスト・トラック・プログラム期間中の買い取り価格を定める条例の制定を準備しており、2012年の初めまでに最終案が決定される見込みである。

## 環境問題
林業省によればインドネシアの地熱資源の約80%が保全林指定地域にある。鉱物及び石炭採鉱に関する2009年の法律は地熱探査を採鉱活動の一種と規定しており、このため森林保全地域で地熱開発活動を行うには大統領命令が必要であった。しかし、林業省の見解では実際には地熱開発が環境への害を与えるおそれはない。2011年5月、インドネシア政府は2年間にわたって森林伐採を凍結するモラトリアムを実施したが、地熱開発活動を含むエネルギー部門はその例外とされた。

### 訳注
1. ↑  World Geothermal Congress 2010
2. ↑  インドネシア語: Asosiasi Panasbumi Indonesia, API
3. ↑  Renewable Energy Policy Network for the 21st Century, REN21
4. ↑  Renewables 2016 Global Status Report
5. ↑  Indonesia International Geothermal Convention & Exhibition, IIGCE